# 馬達加斯加薩氏鯡
馬達加斯加薩氏鯡為輻鰭魚綱鲱形目鲱科的其中一種，分布於非洲馬達加斯加的淡水流域，體長可達49.7公分，棲息在溪流、河口區，成群活動，可做為食用魚。

## 擴展閱讀
維基物種上的相關：馬達加斯加薩氏鯡